# Eduard Alexejewitsch Asaba
Eduard Alexejewitsch Asaba (russisch Эдуард Алексеевич Асаба; * 11. April 1932; † Februar 1988 in Moskau) war ein sowjetischer Schachkomponist.
Asaba entwarf hauptsächlich Endspielstudien, etwa 140 Studien von ihm sind bekannt. Er wurde von John Roycroft als zurückgezogen lebender, aber hilfsbereiter Mensch charakterisiert.

## Privates
Asaba war griechischer Abstammung und arbeitete zeitweilig als Seemann.